# Rio Emajõgi
O Emajõgi (alemão: Embach; letão: Mētra) é um  rio da Estônia que nasce no lago Võrtsjärv e corre através da região de Tartu em direção ao lago Peipus onde desagua, cruzando por 10 km a cidade de Tartu. Ele tem um comprimento de 100 km. O nome Emajõgi significa "Rio Mãe" em estoniano.
O Emajõgi é algumas vezes chamado de Suur Emajõgi ("Grande Emajõgi"), em oposição ao  Väike Emajõgi ("Pequeno Emajõgi"), um outro rio que corre na direção sul e deságua no lago Võrtsjärv.
A bacia hidrográfica do Emajõgi atinge os territórios da Estônia e da Letônia.

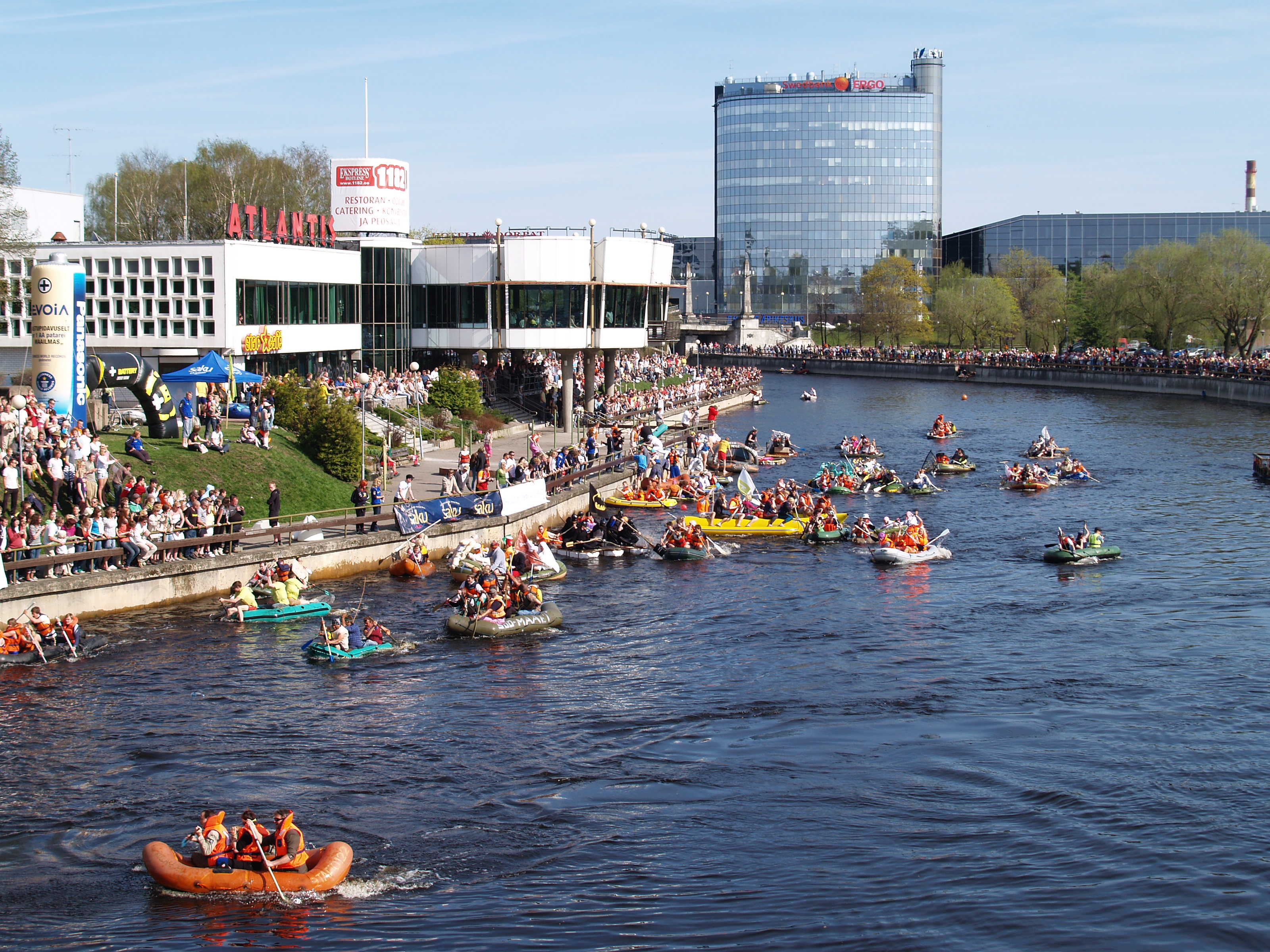
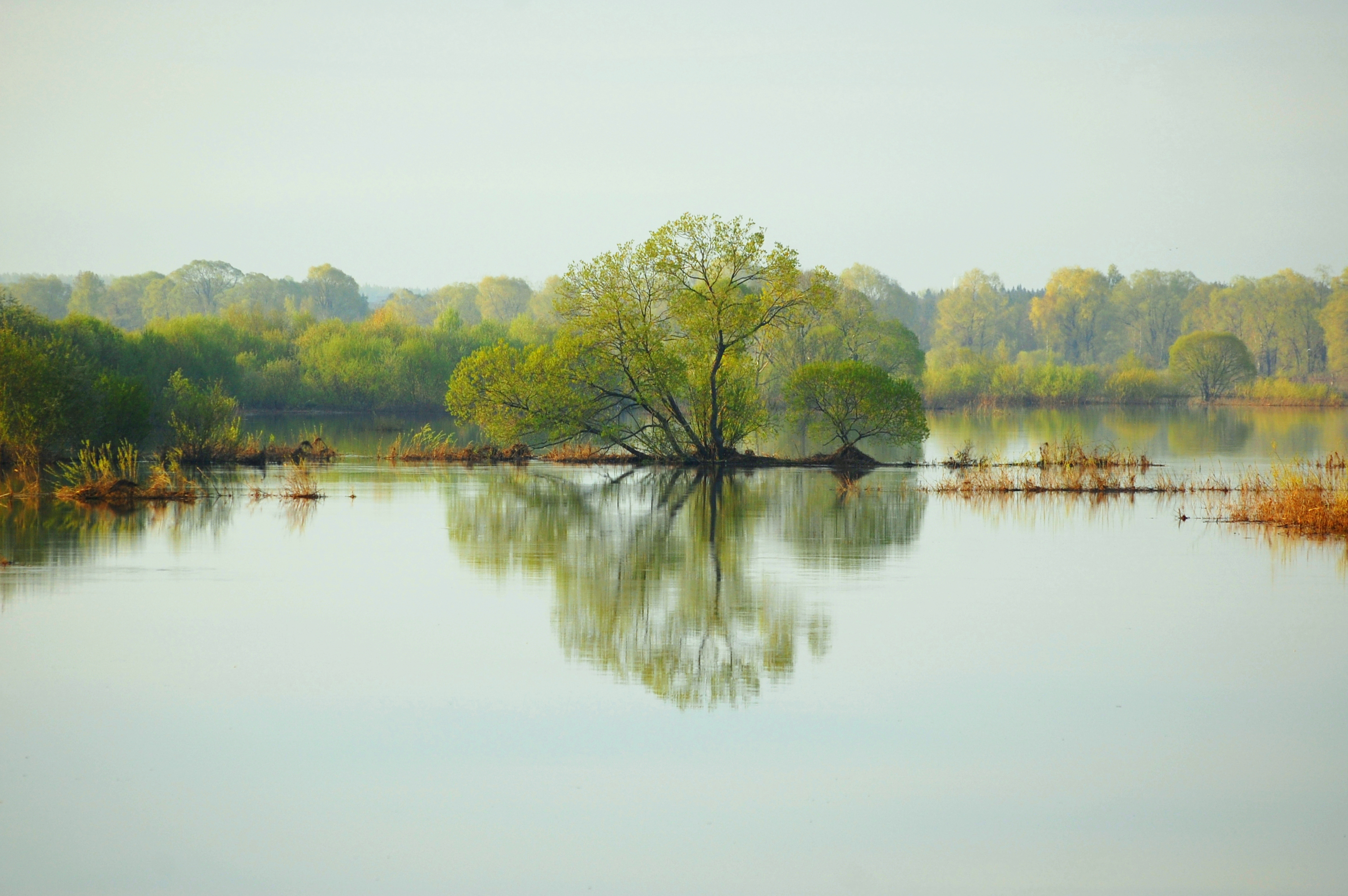
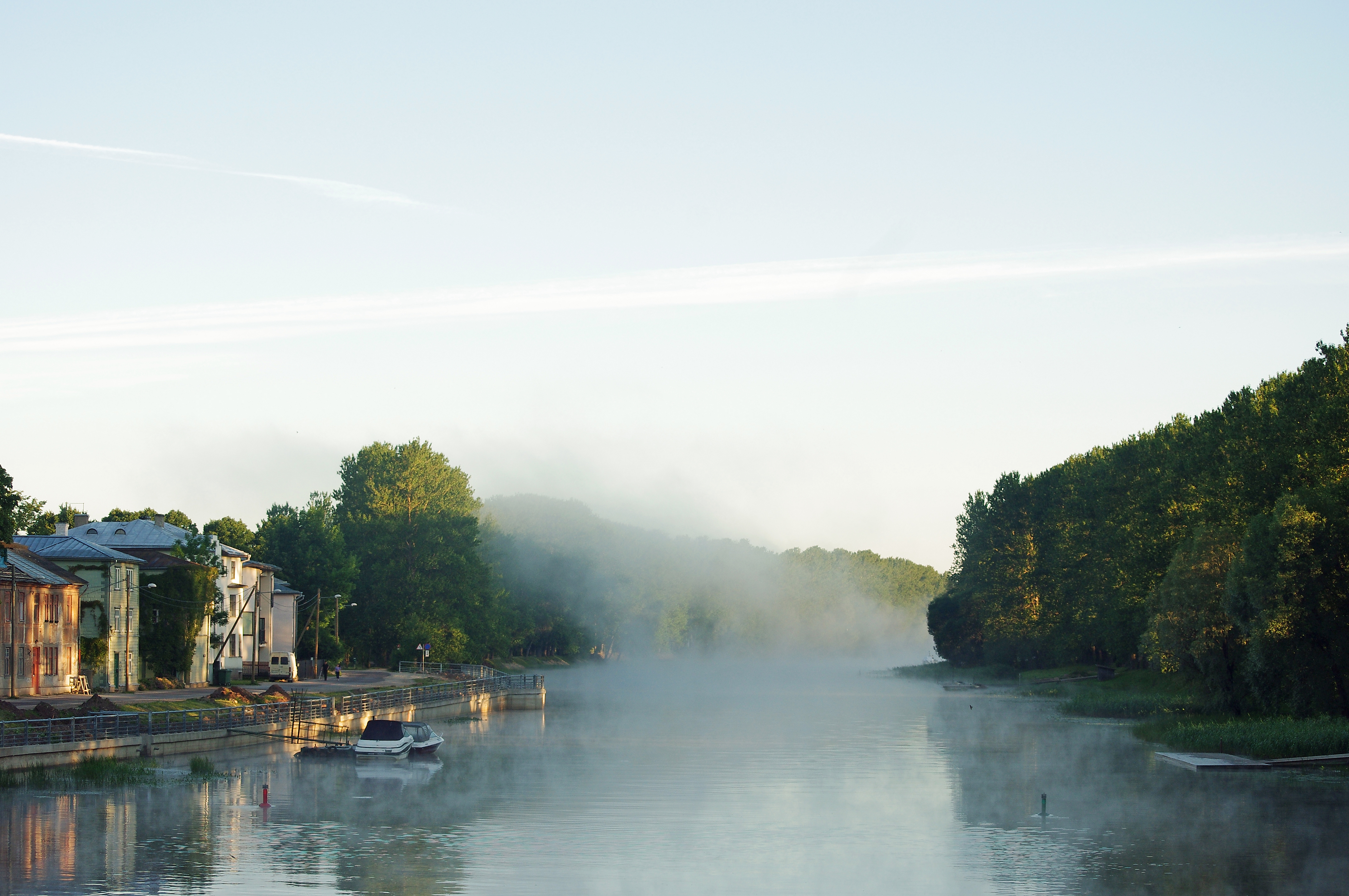
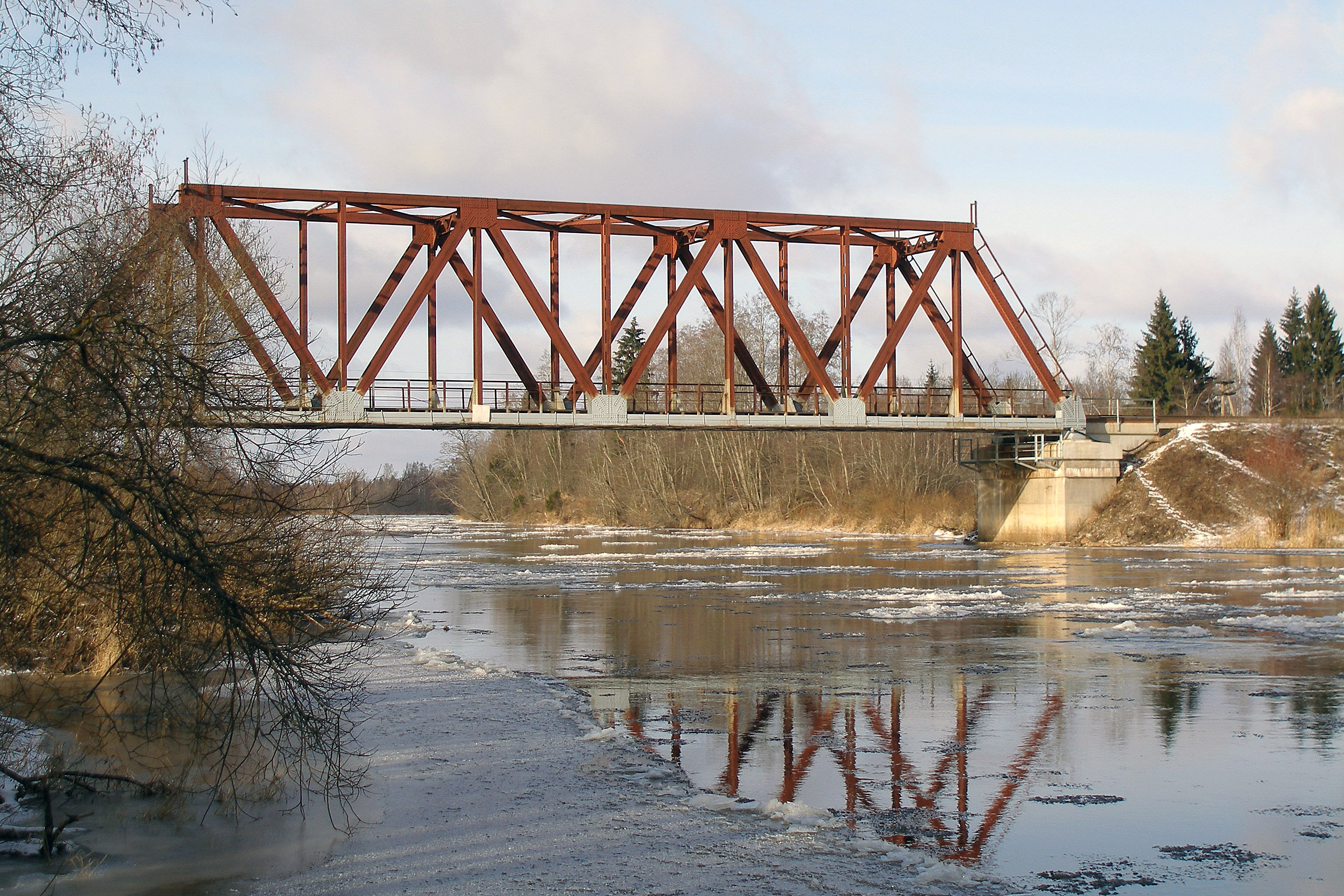
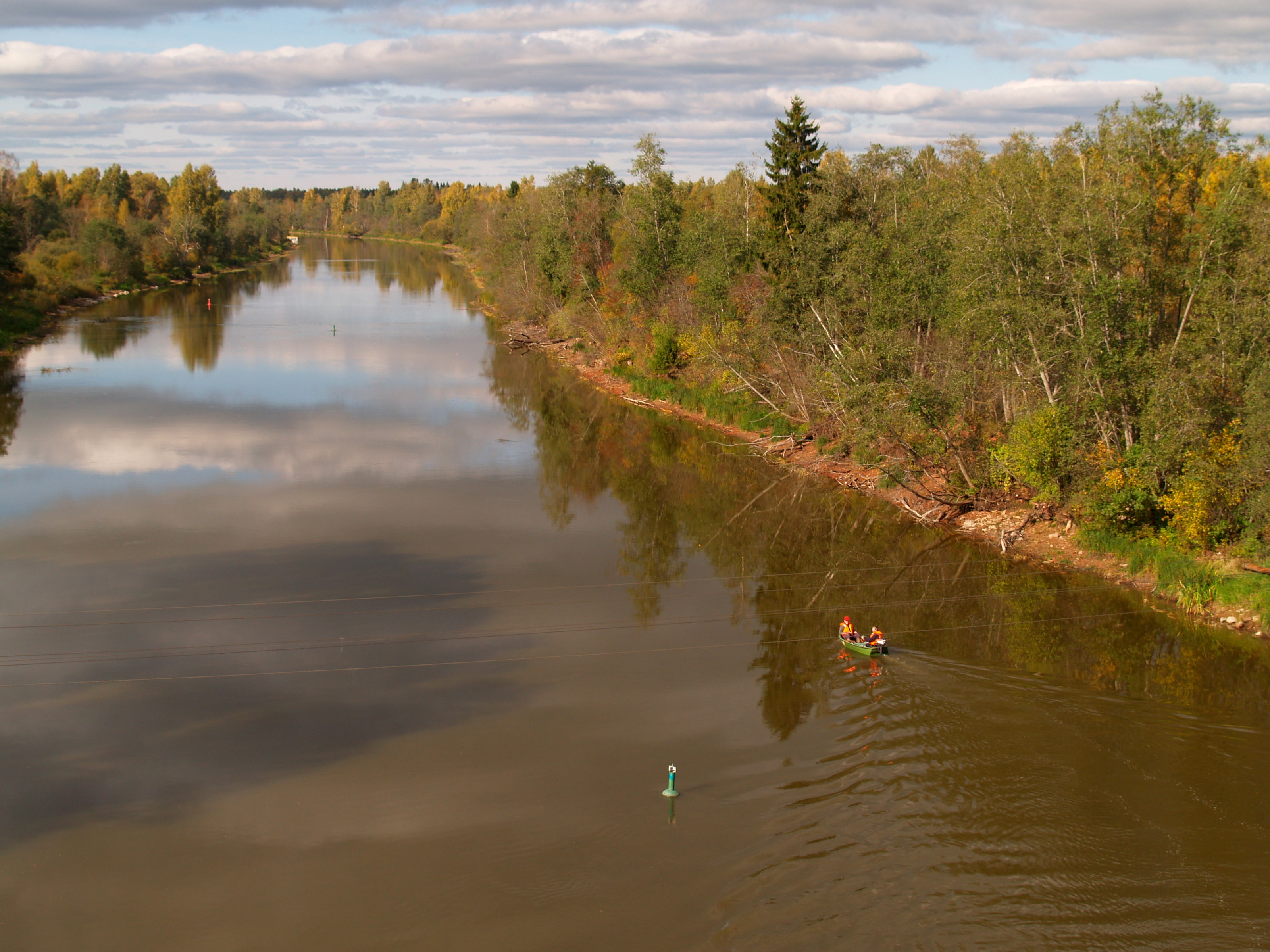

## Afluentes
Margem direita:
 Kavilda, Elva, Ilmatsalu, Porijõgi, Mudajõgi, Luutsna, Ahja, Agali, Mõra
Margem esquerda:
 Pedja, Laeva, Amme, Koosa